# Cornel Oțelea
Cornel Oțelea (Șeica Mare, Rumania; 19 de noviembre de 1940 – Rumania; 22 de enero de 2025) fue un balonmanista, entrenador de balonmano, dirigente deportivo y militar rumano que jugó en la posición de extremo.

## Carrera

### Club
Jugó toda su carrera con el Steaua Bucarest de 1959 a 1972, con el que fue campeón nacional en siete ocasiones y una vez campeón de Europa.

### Selección nacional
Fue campeón mundial con Rumania en tres ocasiones y un tercer lugar en 1967.

### Entrenador
| Periodo | Club            |
| ------- | --------------- |
| 1990    | Rumania         |
| 2008    | Steaua Bucarest |

### Dirigente
Fue presidente de la Federación Rumana de Balonmano de 1993 a 1995 y del Steaua Bucarest.

### Militar
Fue parte del Ministerio de Defensa Nacional donde llegó a tener el grado de Coronel, siendo enviado a la reserva del ministerio el 31 de diciembre de 1997.

## Logros

### Club
- Liga Națională (7): 1963, 1967, 1968, 1969, 1970, 1971, 1972
- Liga de Campeones de la EHF (1): 1968

### Selección nacional
- Campeonato Mundial de Balonmano Masculino (3): 1961, 1964, 1970